# Weston (Lincolnshire)
Weston è un villaggio e parrocchia civile dell'Inghilterra, appartenente alla contea del Lincolnshire.